# Gymnoprosopa milanoensis
Gymnoprosopa milanoensis är en tvåvingeart som beskrevs av Henry J. Reinhard 1945. Gymnoprosopa milanoensis ingår i släktet Gymnoprosopa och familjen köttflugor. Inga underarter finns listade i Catalogue of Life.